# Buxbaumia novae-zelandiae
Buxbaumia novae-zelandiae är en bladmossart som beskrevs av Hugh Neville Dixon 1929. Buxbaumia novae-zelandiae ingår i släktet sköldmossor, och familjen Buxbaumiaceae. Inga underarter finns listade i Catalogue of Life.